# كارلو مادرنو
كارلو مادرنو (بالإيطالية: Carlo Maderno)‏ مهندس معماري من أصل إيطالي، وُلد في كانتون تيسينو في سويسرا عام 1556. ينتمى إلى عائلة من الحجارين،حيث تعلم تقطيع الحجارة وفن النقش عليها على يد عمه دومينيكو فونتانا في روما. كان عمله الفني الأول والأكثر أهمية هي نقش واجهة كنيسة القديسة سوزانا بين عامي 1595 و1603، حيث استخدم فيها إسلوب واجهة جيسو دي روما دي لا بورتا، وعلى الرغم من إدخاله كميات كبيرة والتي تؤكد بدورها على طريقة توزيع الضوء والصورة، فإنه كان سباقًا مباشرًا لما جاء في عصر الباروك. وتُوفي في 30 ينايرعام 1629.

## كاتدرائية القديس بطرس
في عام 1546، عُيّن ميكيلانجيلو المهندس المعماري الرئيسي المشرف على تشييد كاتدرائية القديس بطرس في الفاتيكان، فقام بتصميم قبتها، وشرع في العمل على بنائها بأسرع ما يمكن، بعد أن تم تكليفه بإكمال التصاميم المتعلقة بكاتدرائية القديس بطرس، كان البابا يوليوس الثاني في البدء قد كلف بهذا العمل منافس ميكيلانجيلو في ذلك الوقت دوناتو برامانتي وذلك في سنة 1506، حيث صور برامانتي الكنيسة على شكل الصليب الإغريقي المتساوي الأطراف مغطاة بقبة ضخمة، وعند بوفاة برامانتي سنة 1514 كانت الدعائم فقط قد أنجزت، بعد ذلك توالى عدد من المعماريين على بناء هذه الكاتدرائية. وفي النهاية وصلت إلى ميكيلانجيلو الذي عاد إلى تصاميم برامانتي فقام بتعديل التصاميم، فضغط حجم الكنيسة وحرر الدعائم موحدًا المنظر الخارجي مع أعمدة ضخمة ناتئة ذات رؤوس مستدقة اختتمها بواجهة مثلثية، وحول قاعدة القبة مدد الأعمدة الناتئة بأعمدة مستديرة بالكامل متصلة بالقاعدة، وبالنتيجة كان ميكيلانجيلو قد حل على بناء يعطي مظهرًا معقدًا يوحي بالقوة والمرونة بذات الوقت. وكانت المحصلة التي وصل لها تشييد القسم الأدنى من القبة والحلقة الداعمة، قبل أن توافيه المنية وهو في أواخر عامه الثامن والثمانين.

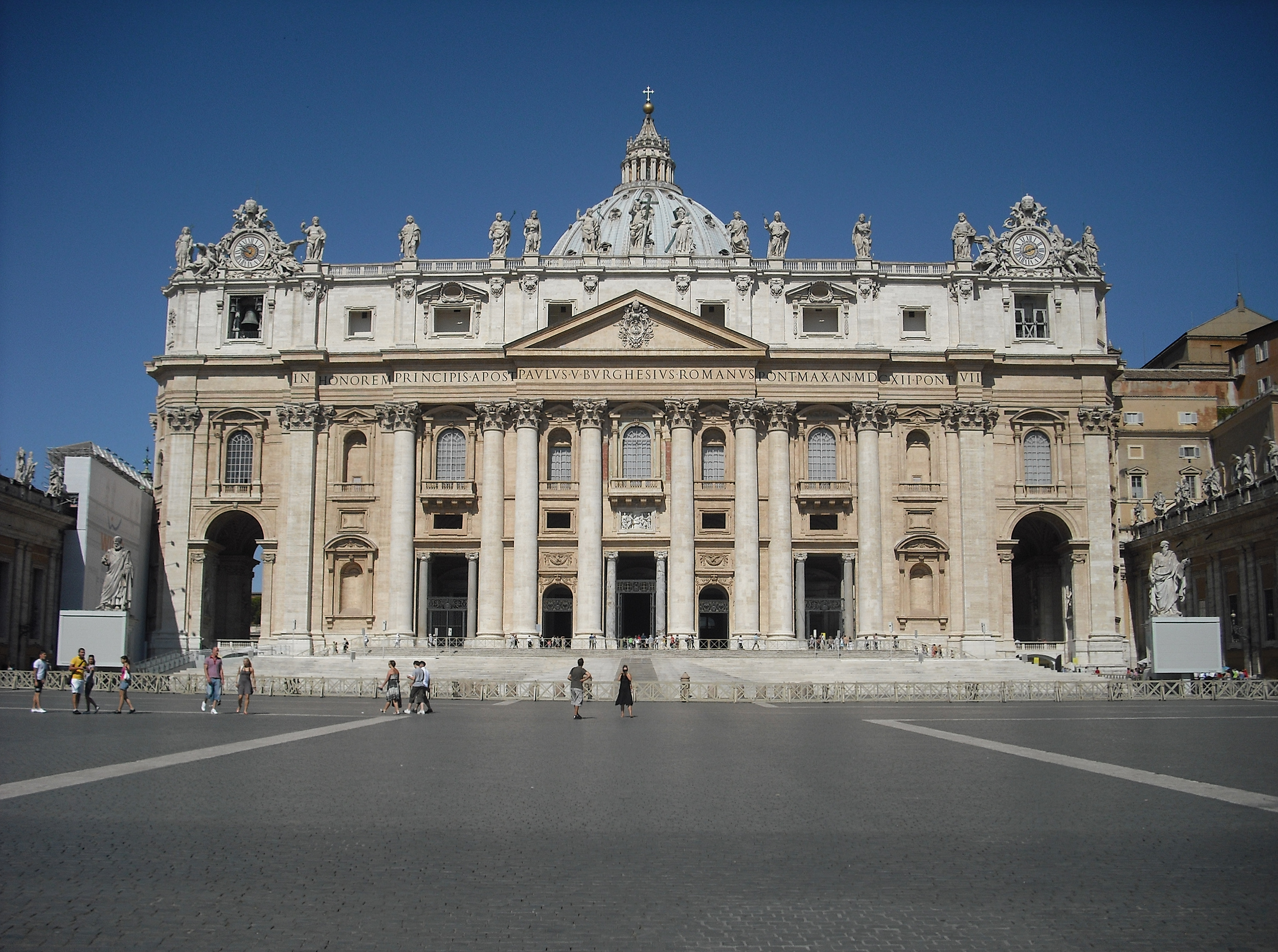
واجهة الكاتدرائية، من تصميم كارلو ماديرنو، يعلوها ثلاث عشر تمثال يتوسطهم تمثال يسوع، وقد أنجزت بين عامي 1607 و1614.

وفي وقت لاحق، وتحت رعاية بولس الخامس، فاز كارلو مادرنو في المسابقة التي كانت تهدف إلى بناء واجهة كاتدرائية القديس بطرس بالفاتيكان، والذي كان يقترح بإعطاء مساحة أكبر للمعتقدين، مع تحويل مشروع ميكيلانجيلو ذي الصليب اليوناني المتساوي الأطراف إلى نظيره الصليب الروماني الطولي. وكان ينبغي أن الحل الذي وضعه مادرنو وسطيًا، وألا يغير ما وضعه سابقه ميكيلانجيلو، حيث القبة باعتبارها العنصر المهيمن والمنظم للمنطقة الحضرية، وكان يجب إطالة الواجهة الضخمة، ولكن في الوقت ذاته لا تتجاوز الحد المطلوب، على الرغم من مكانتها الأثرية الكبيرة.
وبالفعل بناء الواجهة فيما بين عامي 1607 و1614 على يد لجنة مؤلفة من عشرة مهندسين معماريين في روما تحت إدارة كارلو مادرنو، الذي قام بوضع مخطط الواجهة. كانت الواجهة بارتفاع 114.69 متر (376.3 قدم) وعرض 45.55 متر (149.4 قدم) مبنية من الحجر الجيري والرخام، ويتموضع فيها سبعة أعمدة كورنثية عملاقة. وهي مؤلفة من ثلاث طوابق يعلو الطابق الثالث تمثالًا ليسوع حاملًا الصليب ويبارك المتواجدين في الساحة، وبقربه يوحنا المعمدان وأحد عشر تلميذًا من تلاميذ يسوع، وقد نقش على الواجهة باللغة اللاتينية وبحروف كبيرة:
«IN HONOREM PRINCIPIS APOST PAVLVS V BVRGHESIVS ROMANVS PONT MAX AN MDCXII PONT VII
بولس الخامس بروغس، الحبر الروماني الأعلى، في 1612 وهو العام السابع من حبريته، تكريمًا لأمير الرسل.»